# کلاه‌چسبی لیز
کلاه‌چسبی لیز (نام علمی: Suillus salmonicolor) نام یک گونه از سرده کلاه‌چسبی‌ها است.